# São Vicente kommun, Rio Grande do Norte
São Vicente är en kommun i Brasilien.   Den ligger i delstaten Rio Grande do Norte, i den östra delen av landet, 1 600 km nordost om huvudstaden Brasília. Antalet invånare är 6 030.
Omgivningarna runt São Vicente är huvudsakligen savann. Runt São Vicente är det ganska glesbefolkat, med 24 invånare per kvadratkilometer.